# 1347. п. н. е.

## Догађаји
- претпостављена година рођења Мекетатен, кћи Нефертити и Аменхотепа IV.